# Fabergé-ei

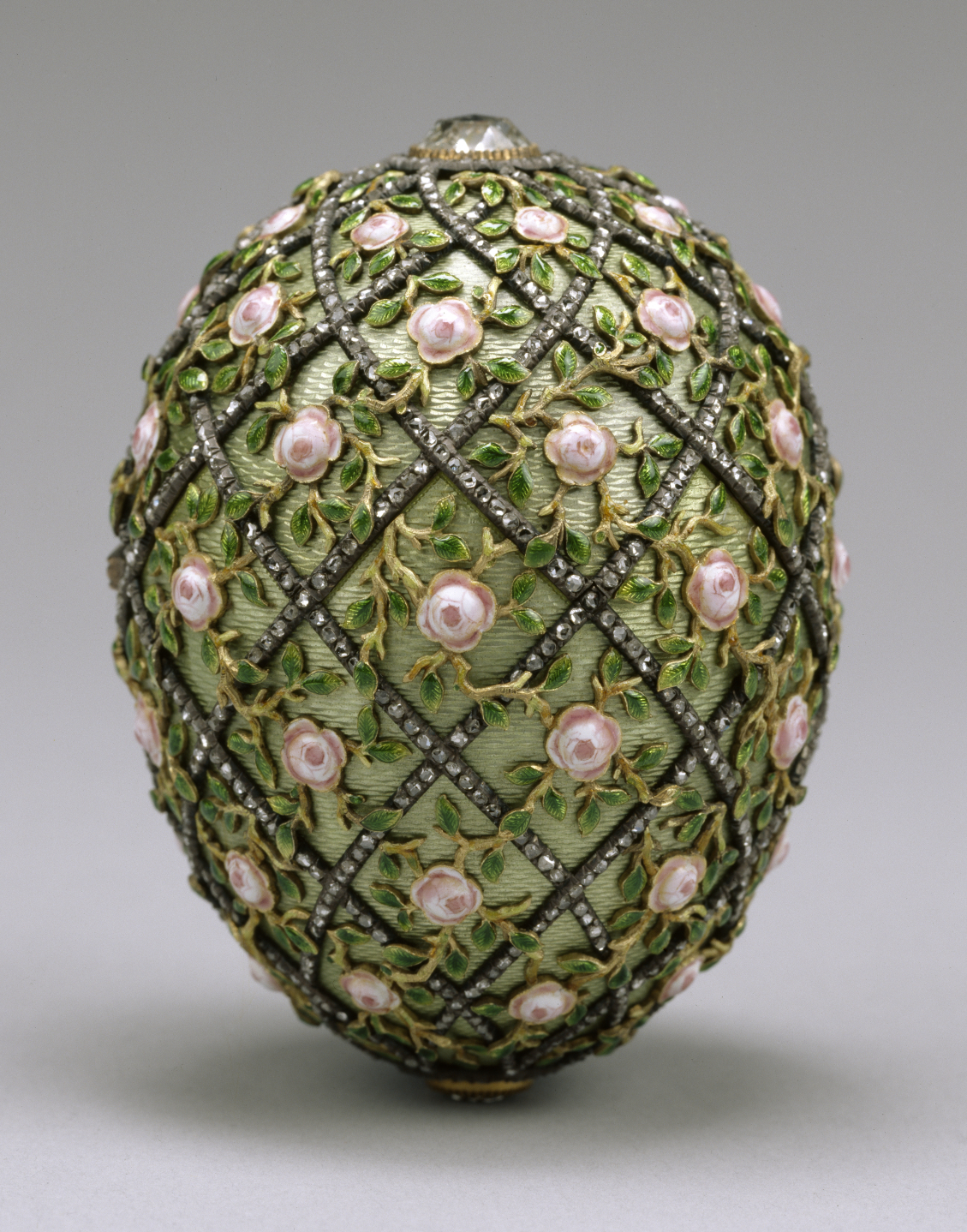
Rose Trellis Egg

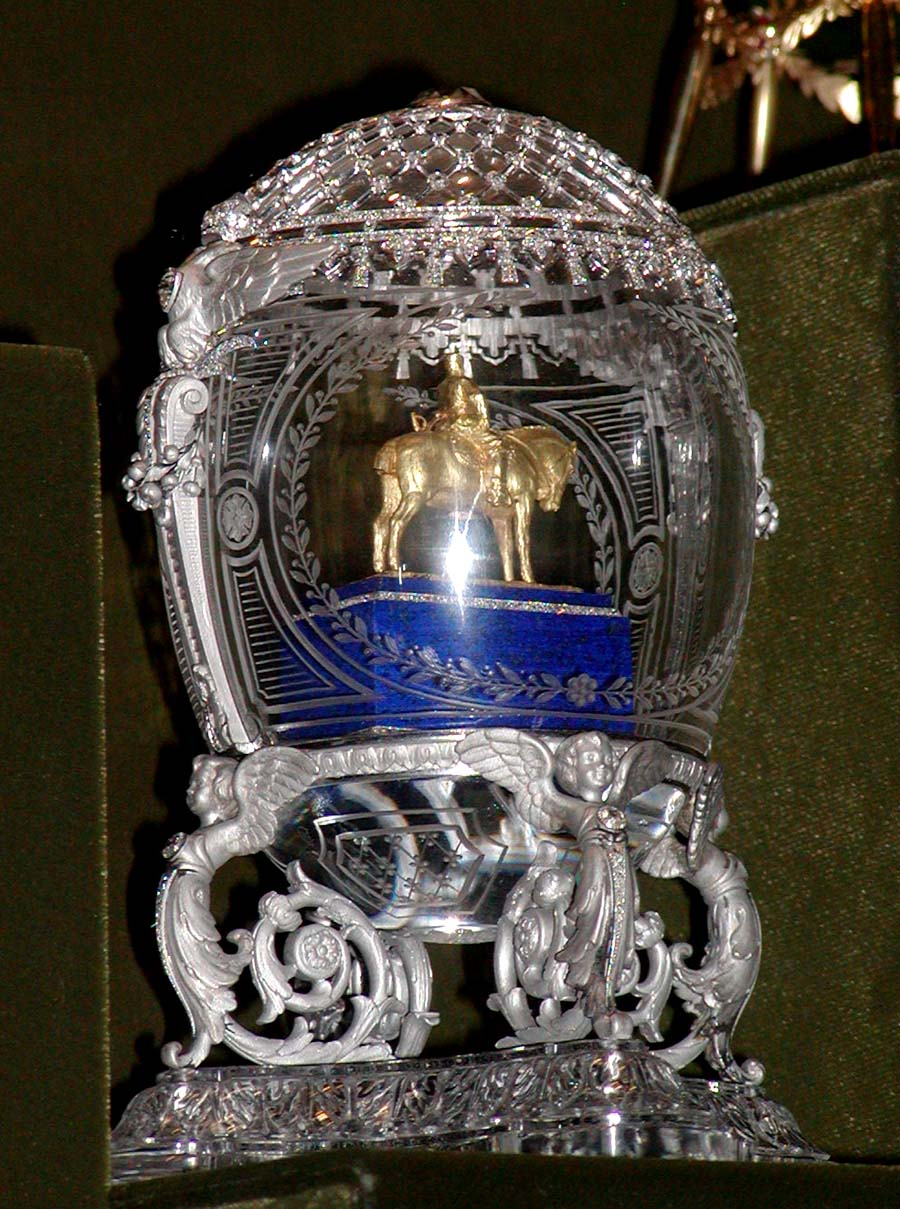
Ruiterstandbeeld van Alexander III

Fabergé-eieren (Russisch: яйца Фаберже) zijn juwelen in de vorm van paaseieren die Peter Carl Fabergé en zijn werknemers tussen 1885 en 1917 maakten. Er zouden er 69 gecreëerd zijn waarvan er nog 57 bestaan. De meeste van de Fabergé-eieren zijn keizerlijke eieren, gemaakt in opdracht van de Russische tsaren om te dienen als paasgeschenk. Kenmerkend voor de 52 gemaakte keizerlijke eieren is dat ze stuk voor stuk uniek zijn en dat ze gemaakt zijn van kostbare materialen zoals goud, platina en edelstenen. Na de Russische Revolutie zijn de eieren verspreid geraakt over de hele wereld: zes keizerlijke eieren zijn verdwenen, zestien zijn in bezit van particulieren, vijf zijn in handen van koning Charles III van het Verenigd Koninkrijk via de Koninklijke Collectie en een groot aantal eieren bevindt zich in verschillende musea waaronder tien in de collectie van het Arsenaal van het Kremlin. Ook The Cleveland Museum of Art (1), het Virginia Museum of Fine Arts (5), het Hillwood Museum (2) en het Walters Art Museum (2) hebben keizerlijke Fabergé-eieren. Fabergé-eieren zijn heden zeer kostbaar en sommige zijn miljoenen waard.

## Oorsprong
Pasen was (en is) een belangrijke feestdag in Rusland waarbij het de gewoonte was om elkaar cadeaus te geven. Vaak waren dit mooi versierde eieren, omdat die symbool stonden voor vruchtbaarheid. In 1885 gaf tsaar Alexander III zijn juwelier Fabergé opdracht een paasei te maken voor zijn vrouw, de tsarina Maria Fjodorovna. Zo werd het eerste Fabergé-ei geboren: het Eerste keizerlijke paasei. De tsarina was zó opgetogen over het geschenk dat de tsaar Fabergé benoemde tot hofjuwelier met de opdracht ieder jaar een nieuw paasei te maken. De voorwaarden waren dat ieder ei uniek moest zijn en bij voorkeur een bepaald thema moest hebben. Verder kreeg Fabergé de vrije hand en wist zelfs de tsaar niet hoe het volgende ei eruit zou zien. Als hij er al eens naar informeerde was het antwoord steevast: "Uwe Majesteit zal tevreden zijn". Na de dood van Alexander III in 1894 zette de nieuwe tsaar Nicolaas II de traditie voort, maar vanaf dat jaar werden er twee eieren per jaar besteld; een voor zijn vrouw, de tsarina Alexandra Fjodorovna en een voor zijn moeder de keizerin-weduwe. In 1904 en 1905 werd er geen ei gemaakt, vanwege de Russisch-Japanse Oorlog.

## De eieren
Geschenk van Alexander III aan Maria Fjodorovna 1885-1894
- 1885 Eerste keizerlijke paasei
- 1886 Kippetje met saffieren hanger
- 1887 Blue Serpent Clock Egg
- 1888 Cherub with Chariot Egg
- 1889 Necessaire Egg/Pearl Egg
- 1890 Danish Palaces Egg
- 1891 Pamjat Azova-ei
- 1892 Diamond Trellis Egg
- 1893 Caucasus Egg
- 1894 Renaissance-ei

Geschenk van Nicolaas II aan Alexandra Fjodorovna 1895-1917
- 1895 Rozenknop-ei
- 1896 Egg wih Revolving Miniatures
- 1897 Kroningsei
- 1898 Lilies of the Valley Egg
- 1899 Witte lelieklok
- 1900 Trans-Siberian Railway Egg
- 1901 Flower Basket Egg
- 1902 Clover Leaf Egg
- 1903 Peter de Grote-ei
- 1906 Moscow Kremlin Egg
- 1907 Rose Trellis Egg
- 1908 Alexander Palace Egg
- 1909 Standart-ei
- 1910 Colonnade Egg
- 1911 15th Anniversary Egg
- 1912 Tsarevich Egg
- 1913 Romanov Tercentenary Egg
- 1914 Mosaic Egg
- 1915 Rode kruis-triptiek
- 1916 Steel Military Egg
- 1917 Blue Tsarevich Constellation Egg

Geschenk van Nicolaas II aan Maria Fjodorovna 1895-1917
- 1895 Twaalf Monogrammenei
- 1896 Alexander III Portraits Egg
- 1897 Mauve Egg
- 1898 Pelican Egg
- 1899 Pansy Egg
- 1900 Cuckoo Clock Egg
- 1901 Gatchina Palace Egg
- 1902 Empire Nephrite Egg
- 1903 Royal Danish Egg
- 1906 Swan Egg
- 1907 Love Trophies Egg
- 1908 Peacock Egg
- 1909 Alexander III Commemorative Egg
- 1910 Ruiterstandbeeld van Alexander III
- 1911 Bay Tree Egg
- 1912 Napoleonic Egg
- 1913 Winter Egg
- 1914 Catharine the Great Egg/Grisaille Egg/Pink Cameo Egg
- 1915 Red Cross Portraits Egg
- 1916 Ei van de Orde van Sint George
- 1917 Birch Egg

## Veiling van een ei
Sinds 28 november 2007 bezit de familie Rothschild geen Fabergé-ei meer. Het werd op die datum voor bijna 9 miljoen pond (ca. 12,5 miljoen euro) geveild bij Christie's te Londen. Het bestaan van dit ei was tot kort voor de veiling enkel bekend bij zijn eigenaar. Hiermee is het oude record van 2 miljoen pond gebroken.
Begin 2014 werd een kort daarvoor teruggevonden Fabergé-ei verkocht voor 20 miljoen dollar (ongeveer 14,5 miljoen euro). Het was bekend dat het ei gemaakt was, maar het was tot kort daarvoor verloren gewaand. Op een antiekbeurs verruilde het voor 14.000 dollar van eigenaar.

## Confiscatie
In mei 2022 is op het jacht Amadea van Soelejman Kerimov, een Russische oligarch, een Fabergé-ei aangetroffen. Het jacht ligt aan de ketting in San Diego.

## Rolls Royce
In 2018 maakte het Huis Faberge na 101 jaar een nieuw "keizerlijk ei" in samenwerking met Rolls-Royce. In het hart van het met diamanten bezette gouden ei is de mascotte van het automerk geplaatst, met de hand vervaardigd uit bergkristal. Zeven werknemers hadden er twee jaar aan gewerkt. De onbekende opdrachtgever was een liefhebber van beide luxemerken.

## NGC 4605
Vanwege de eigenaardige vorm ervan heeft het sterrenstelsel NGC 4605 de bijnaam Fabergé-ei gekregen (Fabergé-egg galaxy).